# Villino Citelli
Il villino Citelli è un palazzo in una architettura eclettica di gusto gotico-orientaleggiante. Si trova in via Tomaselli, 31 a Catania, in Sicilia. Il palazzo è stato costruito nel 1904-1907 in un linguaggio eclettico (Eclettismo-liberty catanese) in stile goticizzante dagli architetti Paolo Lanzerotti (1875-1944) e Salvatore Sciuto Patti (1877-1926)..
Il villino è oggi di proprietà dell'Università degli Studi di Catania e vi ha sede l'Unità Operativa Relazioni Internazionali di Unict